# Antoni Garau Vidal
A Espanya hi ha un lleó

antic i fort de barram,

i som molts qui l'engreixam

amb ses gotes de suor,

i amb contribució

de sang força li donam,

i si no mos defensam

matarà sa nació.

Estrofa de Unions i desunions de fets moderns i antics.
Antoni Garau Vidal, conegut com a mestre Lleó, nascut a Llucmajor, Mallorca, el 1818 i traspassat el 1908, també a Llucmajor, fou un glosador mallorquí.
Mestre Lleó no tenia estudis i la seva professió era la de paredador. En vida publicà tres obres: 
- Advertencis a fredinas, a sas viudas y casadas... de 1881 on hi ha recollides cinquanta-quatre cançons, set dècimes i un epíleg, de caràcter moralitzant;
- Una herència de son autó per Toni Garau i Vidal del 1892; i
- Unions i desunions de fets moderns i antics de 1881, obra de cent dues estrofes.[1]